# 珊瑚虫QQ
珊瑚虫QQ是基于腾讯QQ的第三方辅助软件，包括完整的珊瑚虫集成版安装套件以及属于外挂类型的珊瑚虫增强包。前者是对QQ进行精简并加入珊瑚虫功能组件后，进行打包所得到的；后者则只需要在被解压到指定的QQ程序的安装目录下之后，直接点击运行即可。一般来说，此程序在运行过程当中，并不会修改腾讯QQ的程序源代码。

## 珊瑚虫工作室
一个由北京理工大学学生组成的小型软件开发工作室，其主要产品是一些网络软件，特别是基于QQ的第三方辅助软件。主要软件有珊瑚虫QQ、珊瑚虫Infofo工具栏、QQ签发机、CoralSpy、CoralFTP For Linux。
珊瑚蟲工作室主要人員陈寿福（北京理工大学计算中心的教师）2007年8月在北京被深圳警方以侵犯知識產權罪之嫌疑拘捕，而官方網站亦因此一度關閉，重開後僅有案件相關内容。2008年3月20日下午，深圳市南山区人民法院一审判处被告人陈寿福犯侵犯著作权罪，判处有期徒刑三年，并处罚金人民币118万元。而有法律界人士關注並普遍認為冤情重大，认为珊蝴虫工作室的行为根本不构成犯罪，最多也只是民事侵权。

## 历史
珊瑚虫QQ始于2001年。这是一个特别版的QQ，加入了一些官方版本没有的功能（如去广告，识别IP来源，老板键）。珊瑚虫QQ也是众多腾讯QQ非官方修改版中最著名的一款。但它同时也屏蔽了腾讯QQ所附带的广告显示，这些功能则可能侵犯了腾讯的利益。
2006年12月，腾讯公司起诉陈寿福，指他修改QQ源码是侵犯了腾讯的知识产权，经北京市海淀区人民法院判决，陈寿福败诉。陈寿福向腾讯公司支付了10万元人民币的赔偿。
2007年8月，深圳公安在北京拘捕了陈寿福，并查封了二六五网络公司运营的珊瑚虫软件的服务器。此后珊瑚虫工作室所有的网站包括coralqq.com、soff.net和ip.cn均无法访问，登入这些网站页面时只是出现了“圣白树开花...”的字样，作者并没有解释这句说话的用意。
腾讯这次的打击行动引起了很大的回响。另外，有网友更发起了支援陈寿福的运动，并建立了声援珊瑚虫网站。
2007年10月16日，腾讯总裁刘炽平首次就珊瑚虫QQ作者被抓、飘云QQ开发团队退出等事件作出回应。他表示，珊瑚虫作者被抓与腾讯完全无关，不是腾讯方面操纵的，可能是因为其恶意软件的性质引起公安部门注意才被抓。
2007年12月19日和24日，深圳市南山区法院两次开庭审理该案。
2008年2月17日，珊瑚蟲官方網站表示，陳壽福至今仍在看守所遭到關押。
2008年3月20日下午，深圳市南山区人民法院一审判处被告人陈寿福犯侵犯著作权罪，判处有期徒刑三年，并处罚金人民币118万元。
2008年8月，法院作出终审判决，被告人陈寿福犯侵犯著作权罪，判处有期徒刑三年，追缴117万元，再处罚金120万元，共计237万元。
珊瑚虫QQ作者陈寿福2010年3月10日出狱后，创办团购网站“偶的团”，至2012年10月結業。

## 功能
目前珊瑚虫外挂功能有如下几个（截至珊瑚虫V5.0.2a）
- 去广告
- 显示IP
- 识别IP来源
- 复制IP
- 老板键
- 屏蔽部分系统消息
- 对方版本号识别
- 摄像头设置
- 自定义聊天窗口
- 自动清理内存
- 启用本地会员功能

## 争议
- 珊瑚虫工作室的早期部分作品夹带有垃圾软件，但在安装程序首页都有明确说明，并且提供了选项可以取消附带软件的安装。
- 有网友为陈寿福提供Internet Archive中QQ.com曾经支持外挂版QQ的链接证据，珊瑚虫工作室发布了这条消息